# Haveselskabet
Det Kongelige Danske Haveselskab, kaldet Haveselskabet, er en dansk landsdækkende selvstændig og almennyttig forening, med rødder tilbage til 1830. Haveselskabet har omkring 30.000 medlemmer hovedsageligt privatpersoner med interesse i haven.
I 2007 blev det besluttet, at Det kongelige danske Haveselskab, Det Danske Haveselskab, Det Danske Haveselskab – Øerne og Det Jydske Haveselskab skulle lægges sammen til én juridisk enhed. Fusionen skete 1. januar 2008.
Haveselskabet er på landsplan inddelt i 18 afdelinger, hvoraf halvdelen igen er opdelt i kredse. Hver kreds og afdeling ledes af en bestyrelse, som vælges blandt medlemmerne på lokale generalforsamlinger og som på frivilligt plan arbejder med de lokale arrangementer i den enkelte kreds eller afdeling. I alt er der omkring 850 frivillige i Haveselskabets bestyrelser. Haveselskabets øverste ledelse er Repræsentantskabet, som består af repræsentanter fra de 18 lokale afdelinger og deres kredse. Repræsentantskabet vælger Hovedbestyrelsen og Haveselskabets formand ved direkte valg. Hovedbestyrelsen ansætter direktøren og leder sekretariatet. I 2011 tiltrådte Charlotte Garby som direktør for Haveselskabet.
Haveselskabet havde og drev, indtil 1. juli 2025, Haveselskabets Have på Frederiksberg og havde indtil 1. januar 2011 inspirationshave på Clausholm ved Hadsten.
Haveselskabet står bag haveshowet Cph Garden, som blev afholdt første gang i 2017.
Medlemmer får 10 gange årligt tilsendt magasinet Haven, Danmarks største havemagasin, som udvikles og produceres af redaktionen i sekretariatet. Endvidere beskæftiger sekretariatet en rådgivning, som betjener medlemmerne og vejleder omkring havedyrkning, planter, buske, træer m.m.

## Formål
Haveselskabets formål er at tale haveejernes sag og varetage deres interesser samt skabe, udvikle og formidle fællesskaber mellem haveinteresserede. Endvidere formidles faglig rådgivning om haver og grønne områder.

## Arrangementer
Haveselskabets omkring 120 afdelinger og kredse planlægger og afholder hvert år mere end 1.000 arrangementer. Disse omfatter plantemarkeder, åbne haver, haverejser og foredrag med mere.

## Udgivelser
Haveselskabet udgiver medlemsbladet Haven, som udkommer 10 gange om året, forskellige havebøger og faglige tekster samt et særligt nyhedsbrev til medlemmer men også et til andre andre interesserede.